# Manakara
Manakara   este un oraș  în  partea de est a Madagascarului. Este reședința regiunii Vatovavy-Fitovinany. Port la Oceanul Indian.